# JSS (The Walking Dead)
«JSS» — es el segundo episodio de la sexta temporada de la serie de televisión The Walking Dead. Se estrenó el 18 de octubre de 2015 en Estados Unidos por la cadena televisiva AMC y en Latinoamérica el 19 de octubre de 2015 por Fox. Fue dirigido por Jennifer Lynch y en el guion estuvo a cargo Seth Hoffman.

## Argumento
En un flashback, los padres de Enid (Katelyn Nacon) son asesinados por caminantes mientras intentan cambiar un fusible para poder arrancar su coche. Enid, encerrada dentro del automóvil, se queda observando cómo los caminantes devoran a sus padres, quedando totalmente quebrantada en llanto. Ella escapa y deambula por el bosque sola, buscando comida y refugio, escondiéndose y matando a los caminantes. Ella escribe repetidamente las letras "JSS" (en la tierra, usando huesos de tortuga y en una ventana polvorienta). Enid finalmente tropieza con las puertas de Alexandría, inicialmente comienza a alejarse, pero luego garabatea "JSS" en su mano y entra. En el presente, Carol (Melissa McBride) recoge los ingredientes de la despensa. Shelly Neudermeyer (Susie Spear Purcel) se queja una vez más sobre el deseo obsesivo de adquirir una máquina para hacer pasta, Carol sarcásticamente comenta que debería estar más preocupada por su desagradable hábito de fumar. Poco después Carol ve a Sam (Major Dodson) llorando por su padre y ella fríamente le dice que su padre ya estaba muerto.
Jessie (Alexandra Breckenridge) intenta darle un corte de pelo a Ron (Austin Abrams), pero se meten en una discusión sobre el papel de Rick en la muerte de Pete y Ron se va. Mientras tanto, Maggie (Lauren Cohan) saca a Deanna (Tovah Feldshuh) fuera de las paredes para discutir los esfuerzos de expansión y la insta a superar la muerte de Reg y convertirse nuevamente en el líder de Alexandria. Eugene (Josh McDermitt) y Tara (Alanna Masterson) se dirigen a la enfermería para tomar aspirina para el dolor de cabeza de Tara y conocen a la doctora Denise Cloyd (Merritt Wever), quien está trabajando como doctora sustituyendo a Pete. Denise les confiesa que ella en realidad es psiquiatra, y que como no ha practicado la cirugía desde la facultad de medicina, se siente incapaz de ocupar el puesto de Pete; Carl (Chandler Riggs) da un paseo por su vecindario y ve a Ron y Enid sentados juntos antes de que el Padre Gabriel (Seth Gilliam) les pida lecciones de autodefensa y de forma reacia, Carl le dice que le va a enseñar a manejar el machete.
Mientras Carol prepara la comida, mira hacia afuera y ve a Shelly siendo asesinada por un Lobo, a continuación numerosos Lobos escalan las murallas de Alexandría y matan a cualquier alexandrino con el que se crucen, Holly (Laura Beamer) es mortalmente herida en el ataque; Carl se fortalece dentro de su casa con Judith. Enid viene, expresando su intención de abandonar Alexandría, pero Carl la convence de que se quede. En la torre de vigilancia, Spencer (Austin Nichols) ve un camión acercándose a la valla y lo dispara, matando al conductor pero inadvertidamente activando la bocina del camión, bajó para apagarlo y se encuentra con Morgan (Lennie James), Spencer le informa sobre el ataque de los lobos, pero tiene demasiado miedo para luchar; a medida que se produce el pánico, Carol se arma rápidamente y mata a varios de los atacantes, antes de disfrazarse como un Lobo, Morgan se encuentra con Carol (quien toma prisionero a Morgan como uno de los atacantes) y se da cuenta de que como los Lobos no tienen armas y Carol se dirige a la armería para evitar que los Lobos la saqueen.
Maggie deja a Deanna a cargo de Spencer antes de unirse a la batalla, Carl rescata a Ron de un Lobo, pero Ron se niega a entrar a la casa con Carl y Enid. Poco después, Jessie mata a una miembro de los Lobos que irrumpe en su hogar justo cuando Ron entra a la casa, mientras que Morgan se separa para salvar al padre Gabriel y Carol continúa sola, matando a muchos lobos en el camino. Carol asegura la armería y distribuye armas a los alexandrinos supervivientes, luego momentos después ella procede en ejecutar a un Lobo que Morgan lo había hecho cautivo y Morgan discrepa abiertamente con la creencia de Carol de que los Lobos deben ser asesinados. Morgan se separa del grupo nuevamente y se encuentra con otro grupo de Lobos, liderado por uno que había encontrado anteriormente. Sin embargo, Morgan convence a los Lobos para que se retiren señalando que los alexandrinos tienen armas y no lo hacen, proceden en luchar y Morgan logra reducirlos invitandoles a que se retiren y los lobos reducidos logran tomar la retirada.
Después de la batalla Rosita (Christian Serratos) y Aaron (Ross Marquand) matan a varios Lobos y al inspeccionar uno de los cadáveres, Aaron encuentra su mochila llena de materiales de reclutamiento (que había dejado atrás al escapar de una horda de caminantes en la fábrica de alimentos) y se da cuenta de que los Lobos encontraron Alexandría por su causa. A pesar de sus mejores esfuerzos, Denise no pudo salvar a Holly, Denise les dice a Tara y a Eugene que quiere que la dejen en paz y Tara le recuerda que destruya el cerebro de Holly.
Mientras tanto, Morgan es emboscado por el otro lobo (Benedict Samuel) que había encontrado anteriormente, quien resulta ser el líder de los atacantes. El Lobo se burla de Morgan por no matarlo cuando tuvo la oportunidad y Morgan lo somete antes de dejarlo inconsciente, Carl encuentra una nota de despedida de Enid, que dice "Just Survive Somehow" en español "Sobrevive como sea".

## Producción
El episodio se centra en la invasión de Los Lobos a Alexandria, por lo que Rick (Andrew Lincoln), Michonne (Danai Gurira), Glenn (Steven Yeun), Abraham (Michael Cudlitz), Daryl (Norman Reedus) y Sasha (Sonequa Martin-Green) no aparecen, pero igual son acreditados.
.

## Recepción

### Recepción de la crítica
El episodio recibió elogios de la crítica. Obtuvo una calificación de 96%, con una puntuación media de 8,9 sobre 10 en Rotten Tomatoes, donde se lee: "cargado de acción trepidante, 'JSS' es un fabuloso ejemplo de The Walking Dead. Saca el máximo partido de sus variados personajes." Muchos notaron la actuación de McBride, así como la de James, el sorprendente e intenso ataque de los Lobos en Alexandría y la historia de fondo de Enid.
Matt Fowler de IGN le dio un 9.3 de 10, elogiando a McBride, la escena de apertura con Enid, y las escenas de acción intensa. Se mostró sorprendido por el repentino comienzo del ataque de los Lobos, pero criticó el dilema de Denise por ser menos convincente que las otras escenas.
Zack Handlen de The A.V. Club calificó el episodio como A, señalando el poderoso papel de McBride como Carol.

### Clasificación
En su emisión inicial en AMC en Estados Unidos, el 18 de octubre de 2015, el episodio fue visto por 12,18 millones de espectadores. El número de espectadores del episodio se redujo con respecto al del estreno de la temporada, 14,63 millones de espectadores, y fue también el episodio menos visto de la serie desde mediados de la cuarta temporada.
En tres días, incluida la reproducción de DVR, el episodio fue visto por 17.08 millones de espectadores.